# Trajcze Nediew
Trajcze Nediew, maced. Трајче Недев (ur. 27 lutego 1973) – macedoński szachista, arcymistrz od 2001 roku.

## Kariera szachowa
Od połowy lat 90. XX wieku należy do ścisłej czołówki macedońskich szachistów. Pomiędzy 1996 a 2006 r. uczestniczył we wszystkich w tym okresie 6 szachowych olimpiadach, w swoim debiucie zdobywając brązowy medal za indywidualny wynik na V szachownicy, natomiast w latach 1997–2007 również sześciokrotnie reprezentował barwy Macedonii na drużynowych mistrzostwach Europy, w 2003 r. za wynik na IV szachownicy otrzymując medal srebrny.
W 1993 r. w Strudze zajął III m. w pierwszych mistrzostwach niepodległej Macedonii. W swojej kolekcji posiada jeszcze medale srebrne (2002, 2007) oraz brązowy (2001). Do innych jego indywidualnych sukcesów należą:
- II m. we Vrbasie (1994, za Radovanem Govedaricą),
- dz. I m. w Star Dojran (1996, wspólnie z Borysem Czatałbaszewem),
- dz. II m. w Lublanie (2002, za Robertem Zelciciem, wspólnie z Walerijem Niewierowem, Pawłem Eljanowem, Davorem Palo, Bojanem Kurajicą i Dusanem Lekiciem),
- dz. III m. w San Salvador (2003, za Wiktorem Michalewskim i Sergio Minero Pinedą, wspólnie z Piotrem Kiriakowem),
- I m. w Miluzie (2004),
- dz. I m. w Bazylei (2004, wspólnie z Attilą Czebe, Csabą Baloghem, Mihajlo Stojanoviciem, Andriejem Zontachem i Stefanem Djuriciem).

Najwyższy ranking w dotychczasowej karierze uzyskał 1 października 2005 r., z wynikiem 2537 punktów zajmował wówczas 2. miejsce (za Władimirem Georgijewem) wśród macedońskich szachistów.
W 2008 r. wydał, wspólnie z Atanasem Kolewem, książkę The Easiest Sicilian (ISBN 954-8782-66-9), w której opisane są aktywne możliwości gry czarnym kolorem w obronie sycylijskiej (oparte przede wszystkim na wariancie Swiesznikowa).